# 博克多汗的政府
由于1911年外蒙古独立，大蒙古国成立，大蒙古国政府最初由博克多汗于1911年12月30日颁布谕旨确定，设有外务部、内务部、兵部、财政部、司法部。1915年撤销独立改为外蒙古自治，巴德玛多尔济执政不久即被取消自治。

## 沿革

### 临时总理喀尔喀事务衙门
1911年11月1日，以土谢图汗部盟长、左翼后旗札萨克镇国公察克都尔扎布为首的“临时总理喀尔喀事务衙门”在库伦成立，成员主要包括土谢图汗部的副将军等人，随后加入并任命了七名成员。临时政府更换满清统治时期的制度、筹备国家代表机构、政府职位和办公室，并涉及鼓动更多蒙古盟旗参加民族革命，为组建蒙古国常设政府做准备。

### 正式成立新政府
1911年12月29日博克多汗登基，后于30日颁布谕旨封赏有功王公和喇嘛，该谕旨列出的封赏名单如下：

1. 土谢图汗部（右翼左旗）札萨克和硕亲王杭达多尔济，功勋卓著，著赐兼汗号额尔德尼·达沁世爵，食双俸，赏黄马褂和黄缰，终生赏坐绿围车。并充任朝臣，著授外务大臣之职。
2. （库伦的）达喇嘛车林齐密特，著赐沁苏珠克图名号，赏带有三层锦缎坐垫和靠背的坐椅，并赏黄缰，坐绿围车，食亲王俸，免纳财产税。并充任朝臣，著授内务大臣之职，同时兼掌黄教事务。
3. 内蒙古喀喇沁贡桑诺尔布王旗的海山，著赐沁珠图格勒图世袭名号及辅国公爵，赏褐缰，并赏在喀尔喀台站驰驿特权，著授内务部司官之职。
4. 车臣汁部（中左旗）札萨克固山贝子棍布苏伦，忠心效力，著赏额尔德尼达赖多罗郡王爵，赐黄缰，充任朝臣，授兵部大臣之职。
5. 土谢图汗部（左翼后旗）札萨克镇国公察克都尔扎布，赏土谢图郡王世爵，赐黄缰，并充任朝臣，著授财政大臣之职。
6. 土谢图汗部（中左翼末旗）札萨克辅国公衔一等台吉那木萨赖，赏额尔德尼多罗郡王爵，赐黄缰，并充任朝臣，著授司法大臣之职。
7. 土谢图汗达什尼玛，赐世代坐绿围车，赏黄马褂和黄缰，并赐奥其尔巴特·赛颜名号。
8. 车臣汗那旺纳林，赐世代坐绿围车，赏黄马褂、黄缰，并赐玛哈三味多·达赖车臣世袭名号。
9. 札萨克图汗索特那木拉布坦，赐世代坐绿围车，赏黄马褂、黄缰，并赐额尔德尼·毕希勒尔图世袭名号。
10. 赛音诺颜汗那木囊苏伦，赐世代坐绿围车，赏黄马褂、黄缰，并赐伊特格蔑特·额叶太·达沁世袭名号，亦将充任朝臣。
11. 车臣汗部（右翼中旗）札萨克郡王衔多罗贝勒、署理盟长棍布苏伦，赐车臣世袭名号及亲王衔多罗郡王世爵，赏褐缰，著授内务部副大臣之职。
12. 赛音诺颜部（中左旗）札萨克郡王衔多罗贝勒车登索诺木，赐达赖名号，晋封亲王衔多罗郡王，并赏褐缰，著授内务部副大臣。
13. 车臣汗部（中末旗）札萨克固山贝子多尔济车林，著授多罗贝勒爵，并赐毕希勒尔图世袭名号，授财政部副大臣之职 。

大蒙古国政府自1911年12月30日成立时起便设立五部，即外务部、内务部、兵部、财政部、司法部。起初由内务部大臣车林齐密特总掌朝政并掌黄教事务，内务部司官海山是其得力助手。1912年7月上旬，博克多汗又新设了内阁总理大臣之职，由那木囊苏伦担任首任内阁总理大臣。那木囊苏伦于1912年10月25日就任，并向博克多汗提名，任命那旺纳林为第一副总理大臣、棍楚克蘇隆为第二副总理大臣。此后，政府组成趋于稳定。

## 第一次那木囊苏伦内阁
第一次那木囊苏伦内阁是1911年至1915年之间的内阁。实际上，该届内阁最初并未设置内阁总理大臣，直到1912年才开始设置。从1911年开始，至1915年撤销独立改为外蒙古自治，大蒙古国政府的主要职官如下：
| 职务           | 名字         | 任命                                 | 离任          | 备注     |
| -------------- | ------------ | ------------------------------------ | ------------- | -------- |
| 内阁总理大臣   | 那木囊苏伦   | 1912年7月上旬 （1912年10月25日就任） | 1915年        |          |
| 第一副总理大臣 | 那旺纳林     | 1912年                               | 1915年        |          |
| 第二副总理大臣 | 棍楚克蘇隆   | 1912年                               | 1913年5月31日 | 任内逝世 |
| 外务部大臣     | 杭达多尔济   | 1911年12月30日                       | 1913年        |          |
| 内务部大臣     | 车林齐密特   | 1911年12月30日                       | 1914年6月     |          |
| 内务部大臣     | 达什札布     | 1914年                               | 1915年        |          |
| 兵部大臣       | 棍布苏伦     | 1911年12月30日                       | 1914年        | 任内逝世 |
| 财政部大臣     | 察克都尔扎布 | 1911年12月30日                       | 1915年        |          |
| 司法部大臣     | 那木萨赖     | 1911年12月30日                       | 1915年        |          |

## 第二次那木囊苏伦内阁
第二次那木囊苏伦内阁是1915年至1919年外蒙古自治期间的内阁。1915年6月9日，外蒙古取消了独立，在中国的宗主权之下实行自治。实行自治之后，外蒙古的内阁总理一职改由五部衙门长之一兼充，那木囊苏伦的职务改为陆军衙门长兼充内阁总理。

### 组成
- 内阁总理：那木囊苏伦（陆军衙门长兼充）
- 陆军衙门长：那木囊苏伦
- 外务衙门长：车林多尔济
- 内务衙门长：巴德玛多尔济
- 司法衙门长：那旺纳林
- 财政衙门长：罗布桑巴尔丹